# Parantee
Parantee vzw is een door Bloso erkende sportfederatie in Vlaanderen met een aanbod voor alle sporters met een handicap en op alle niveaus van de sportieve piramide, van initiatie tot topsport. Van 1977 tot 2012 werkte de organisatie onder de naam Vlaamse Liga Gehandicaptensport (VLG).
Parantee stimuleert het sporten in georganiseerd clubverband. 'Met of zonder handicap. Het maakt niet uit als je maar SPORT'.
Samen met de Franstalige Liga, de Ligue Handisport Francophone (LHF) maakt Parantee deel uit van de nationale koepel, het Belgian Paralympic Committee (BPC), die de gehandicaptensport op Belgisch niveau, onder de auspiciën van het BOIC, coördineert.
Parantee heeft een aanbod voor de vier handicapgroepen, zijnde de sporter met een fysieke, visuele, auditieve of verstandelijke handicap.
Binnen Parantee kunnen tal van sporten die geschikt zijn voor personen met een handicap worden beoefend. Daarnaast worden een aantal specifieke sporten aangeboden die uitsluitend ontwikkeld zijn voor atleten met een specifieke handicap (bijvoorbeeld boccia, torbal en goalball).
Parantee is de enige Vlaamse sportfederatie die de begeleiding van topsporters met een handicap opvolgt. De organisatie ontstond in 1977 bij de splitsing van de toenmalige Belgische Sportfederatie voor Gehandicapten (huidige BPC) als de Vlaamse Liga Gehandicaptensport (VLG). In juni 2012 werd een naamswijziging tot Parantee aangenomen. De nieuwe naam staat voor dynamisme, beweging en vrijheid. De slagzin van Parantee werd Passie voor G-Sport. Begin 2017 fusioneerde Parantee met Psylos, de sportfederatie voor personen met een psychische kwetsbaarheid. Sinds dan heet de organisatie Parantee-Psylos.